# Aldrans

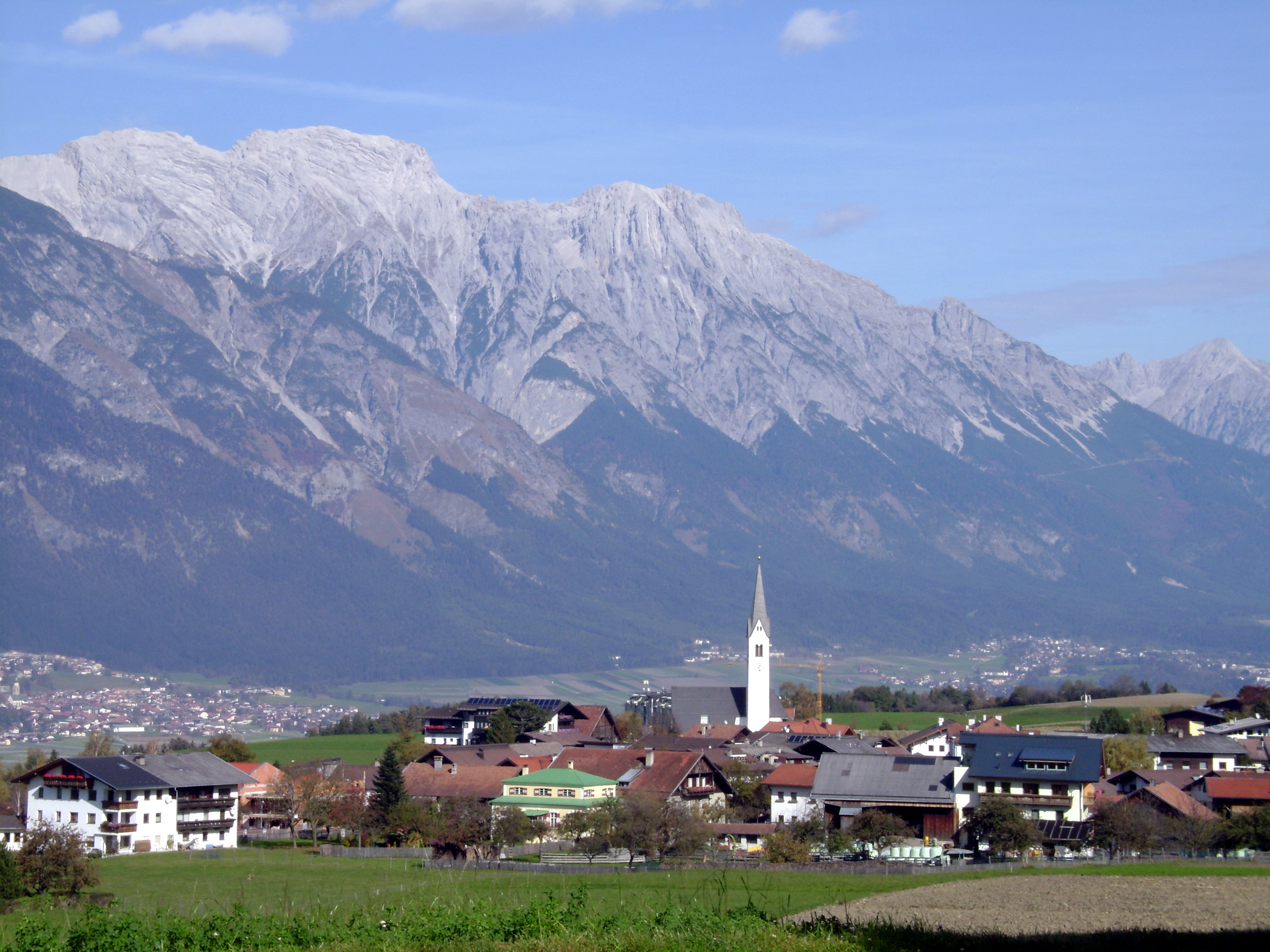
Aldrans von Südwesten, dahinter das Inntal und das Bettelwurfmassiv im Karwendel

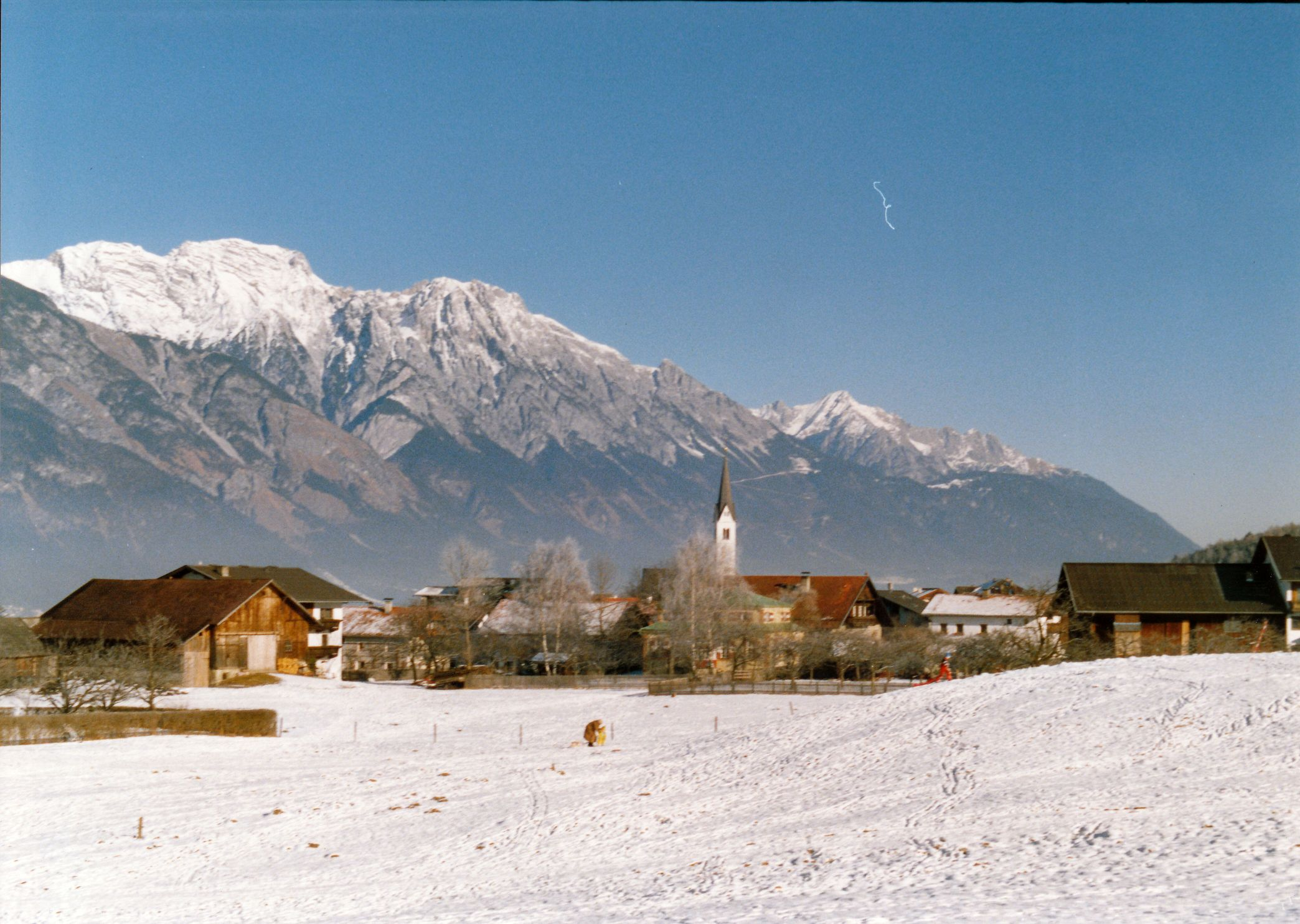
Aldrans im Winter

Aldrans ist eine Gemeinde mit 2828 Einwohnern (Stand 1. Jänner 2025) im Bezirk Innsbruck-Land des Bundeslandes Tirol (Österreich). Die Gemeinde liegt im Gerichtsbezirk Innsbruck.

## Geografie
Aldrans liegt auf der Mittelgebirgsterrasse südöstlich angrenzend an Innsbruck. Der Name stammt vom alten Flurnamen Allrainer Veld, das 1312 als Alrains in einer Urkunde erwähnt wurde.
Aldrans hat durch die Nähe zu Innsbruck hauptsächlich die Funktion einer Wohngemeinde. Am Ortsrand führt die Straßenbahnlinie 6 mit einer Haltestelle vorbei, wichtiger für die öffentliche Verkehrserschließung sind jedoch Regionalbusse des Mittelgebirges.

### Gemeindegliederung
| Katastralgemeinden | Ortschaften in der Gemeinde                                      |
| ------------------ | ---------------------------------------------------------------- |
| Aldrans (8,89 km²) | Aldrans (D) Asten (ZH) Prockenhöfe (ZH) Rans (D) Wiesenhöfe (ZH) |
| Legende            |                                                                  |

| In der Spalte Katastralgemeinden sind sämtliche Katastralgemeinden einer Gemeinde angeführt. In der Klammer ist die jeweilige Fläche in km² angegeben. |
| In der Spalte Ortschaften sind sämtliche von der Statistik Austria erfassten Siedlungen, die auch eine eigene Ortschaftskennziffer aufweisen, angeführt. In der Hierarchieebene derselben Spalte, rechts eingerückt, werden nur Ansiedlungen, die mindestens aus mehreren Häusern bestehen, dargestellt. Die wichtigsten der verwendeten Abkürzungen sind: - M = Hauptort der Gemeinde - Stt = Stadtteil - R = Rotte - W = Weiler - D = Dorf - ZH = Zerstreute Häuser - Sdlg = Siedlung - Hgr = Häusergruppe - E = Einzelgehöft (nur wenn sie eine eigene Ortschaftskennziffer haben) Die komplette Liste der Statistik Austria ist in: Topographische Siedlungskennzeichnung nach STAT Zu beachten ist, dass manche Orte unterschiedliche Schreibweisen haben können. So können sich Katastralgemeinden anders schreiben als gleichnamige Ortschaften bzw. Gemeinden. Quelle: Statistik Austria – |

Zu Aldrans gehören noch die Ortsteile:
- Rans
- Ranser Feld
- Herzsee am gleichnamigen See
- Prockenhöfe
- Fagslung bei Starkenbühel an der Gemeindegrenze zu Sistrans (ehemaliger Gasthof Hubertus)
- Wiesenhöfe

Die einzige Alm im Gemeindegebiet ist die Aldranser Alm.

### Nachbargemeinden
Folgende Gemeinden grenzen an Aldrans:
Ampass, Ellbögen, Innsbruck, Lans, Rinn, Sistrans, Igls.

## Geschichte
Ausgrabungen bei Aldrans belegen eine Ansiedlung schon in der Spätbronzezeit. Es wurden auch Eisenobjekte aus der La-Tène-Zeit und ein langobardischer Münzschatz gefunden, was für eine anhaltende Besiedlung spricht.
Als wichtiger Ort an der Salzstraße wird Aldrans bereits in den Jahren 995–1005 als „locus Alarein“ im Besitz der Bischöfe von Brixen erwähnt. Dies war ursprünglich der Name eines Feldes. Es kann ein vorrömischer Personenname als Ausgangswort vorliegen. 1157 schenkten die Grafen von Wolfratshausen, eine Seitenlinie der Grafen von Andechs, ihren Aldranser Besitz (hier als „Alreines“ bezeichnet) an Wiesen, Weiden, Mühlen, Schwaighöfen und Almen dem Kloster Tegernsee. Bereits im Mittelalter bildete Aldrans mit Ampass eine Marktgemeinschaft. Im 13. und 14. Jahrhundert gehörte der Großteil der Besitzungen in Aldrans entweder dem Tiroler Landesfürsten oder dem Stift Wilten.
Die Aldranser Bevölkerung war berühmt für ihren Enthusiasmus beim Schauspiel. So sind aus den Jahren 1750 und 1757 Martinsspiele nachweisbar. Daneben gab es noch ein „Amazonentheater“, bei dem nur weibliche Schauspieler mitwirkten, was zu dieser Zeit eine absolute Besonderheit darstellte.
Das Haufendorf breitet sich auf einer Terrassenlandschaft aus. Ein Dorfbrand im Jahr 1893 zerstörte nahezu vollständig die gesamte Bausubstanz.
Am Ortsrand von Aldrans wurde 1927 der Sender Aldrans errichtet. Der Mittelwellensender war für Rundfunksendungen gedacht. Die Anlage wurde später in einen Kurzwellensender umgebaut und 1984 demontiert.

### Bevölkerungsentwicklung
EinwohnerJahr0500100015002000250030001860189019201950198020102040EinwohnerEinwohnerentwicklung von Aldrans

## Kultur und Sehenswürdigkeiten

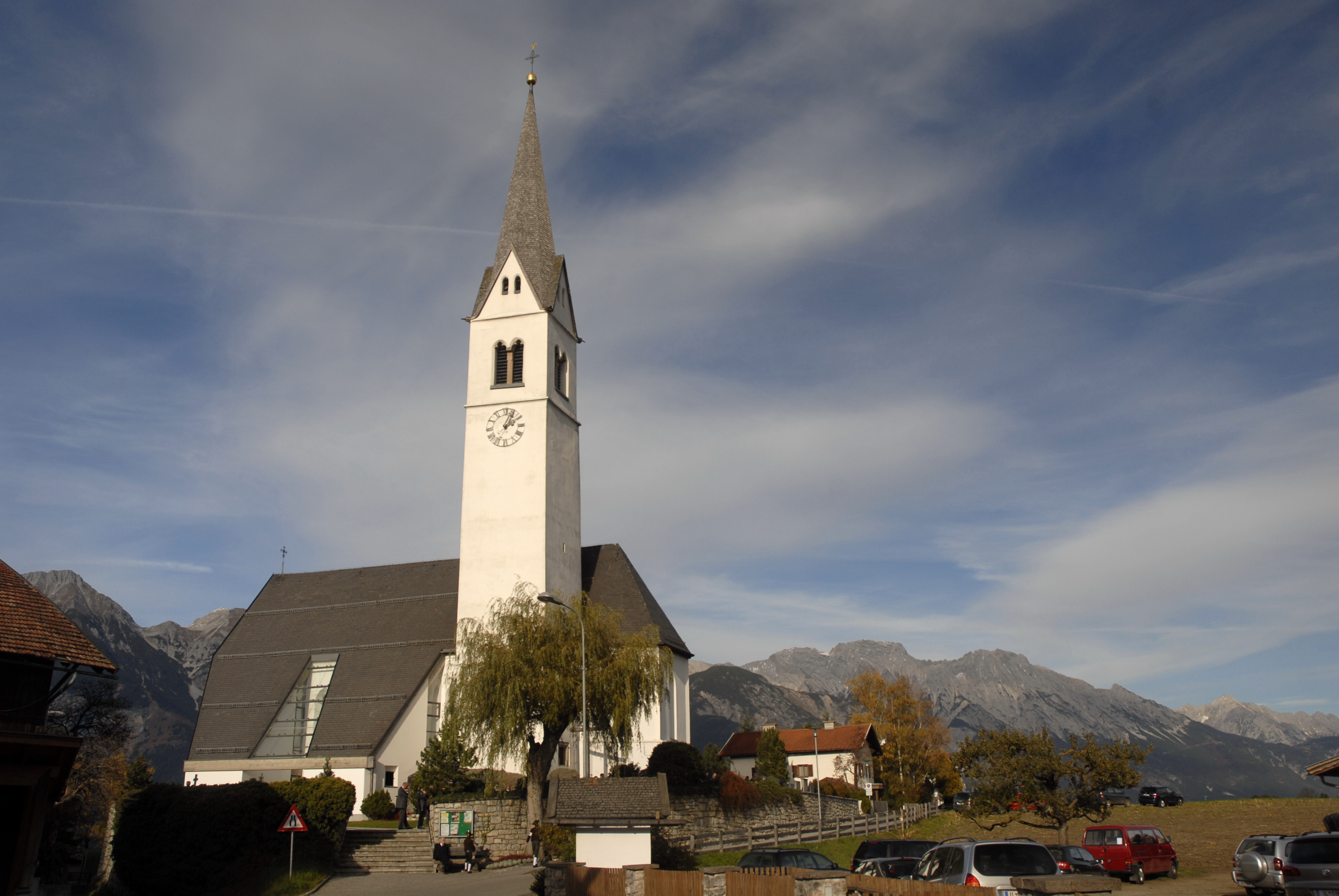
Pfarrkirche Aldrans

- Katholische Pfarrkirche Aldrans hl. Martin

## Politik

### Gemeinderat
Der Gemeinderat hatte 13 Mitglieder und 15 Mitglieder ab dem Jahr 2016.
- Mit den Gemeinderats- und Bürgermeisterwahlen in Tirol 1998 hatte der Gemeinderat folgende Verteilung: 6 Gemeindeliste Aldrans, 3 Gemeinschaftsliste der Arbeiter, Angestellten, Beamten, Selbständigen und Pensionisten, 3 Aldrans aktiv – Unabhängige Liste und 1 FPÖ.[6]
- Mit den Gemeinderats- und Bürgermeisterwahlen in Tirol 2004 hatte der Gemeinderat folgende Verteilung: 6 Gemeinschaftsliste der Arbeiter, Angestellten, Beamten, Selbständigen und Pensionisten, 4 Aldrans Vorwärts und 3 Gemeindeliste Aldrans.[7]
- Mit den Gemeinderats- und Bürgermeisterwahlen in Tirol 2010 hatte der Gemeinderat folgende Verteilung: 5 Gemeinschaftsliste der Arbeiter, Angestellten, Beamten, Selbständigen und Pensionisten, 5 Aldrans Vorwärts und 3 Gemeindeliste Aldrans.[8]
- Mit den Gemeinderats- und Bürgermeisterwahlen in Tirol 2016 hatte der Gemeinderat folgende Verteilung: 7 Gemeinschaftsliste Aldrans mit Bürgermeister Hannes Strobl, 3 Aldrans Vorwärts, 3 GRÜNE und 2 FPÖ.[9]
- Mit den Gemeinderats- und Bürgermeisterwahlen in Tirol 2022 hat der Gemeinderat folgende Verteilung: 10 Gemeinschaftsliste Aldrans mit Bgm. Hannes Strobl und 5 GRÜNE.[10]

### Bürgermeister
- 1948–1953 Josef Schwemberger[11]
- 1953–1964 Andrä Gapp, Jagglerbauer
- 1964–1986 Rudolf Dollinger
- 1986–2001 Peter Vögele[12]
- 2001?–2015 Adolf Donnemiller (Gemeinschaftsliste der Arbeiter, Angestellten, Beamten, Selbständigen und Pensionisten)
- seit 2015 Johannes Strobl (GLA)

### Wappen
Blasonierung: In Gold ein schwarzer Adlerflügel, der mit einem oben eingezogenen, nach unten gerichteten goldenen Seeblatt belegt ist.
Das Gemeindewappen wurde 1979 verliehen und erinnert an die Schenkung der Grafen von Andechs an das Kloster Tegernsee im Jahr 1157. Der Adlerflügel erinnert an die Andechser, die einen Adler im Wappen führten, das Seeblatt ist dem Wappen des Klosters Tegernsee entnommen.

## Persönlichkeiten

### Ehrenbürger der Gemeinde
- 1914 Blasius Pichler
- 1932 Ludwig Span
- 1932 Steffan Weißensteiner, Pfarrer
- 1945 Otto von Habsburg, Wiedereinsetzung der Ehrenbürgerschaft
- Jahr? Peter Vögele, Altbürgermeister

### Töchter und Söhne der Gemeinde
- Adelheid Gapp (* 1966), Skirennläuferin
- Andrea Purner-Koschier (* 1972), Radrennfahrerin
- Daniel Schmutzhard (* 1982), Opernsänger (Bariton)

### Mit der Gemeinde verbundene Persönlichkeiten
- Christoph Probst (1919–1943), Widerstandskämpfer, Mitglied der „Weißen Rose“
- Simon Lechleitner (* 1979), Leichtathlet, spez. Bergläufer
- Beat Feuz (* 1987), Schweizer Skirennfahrer